# Ashoka-Edikte

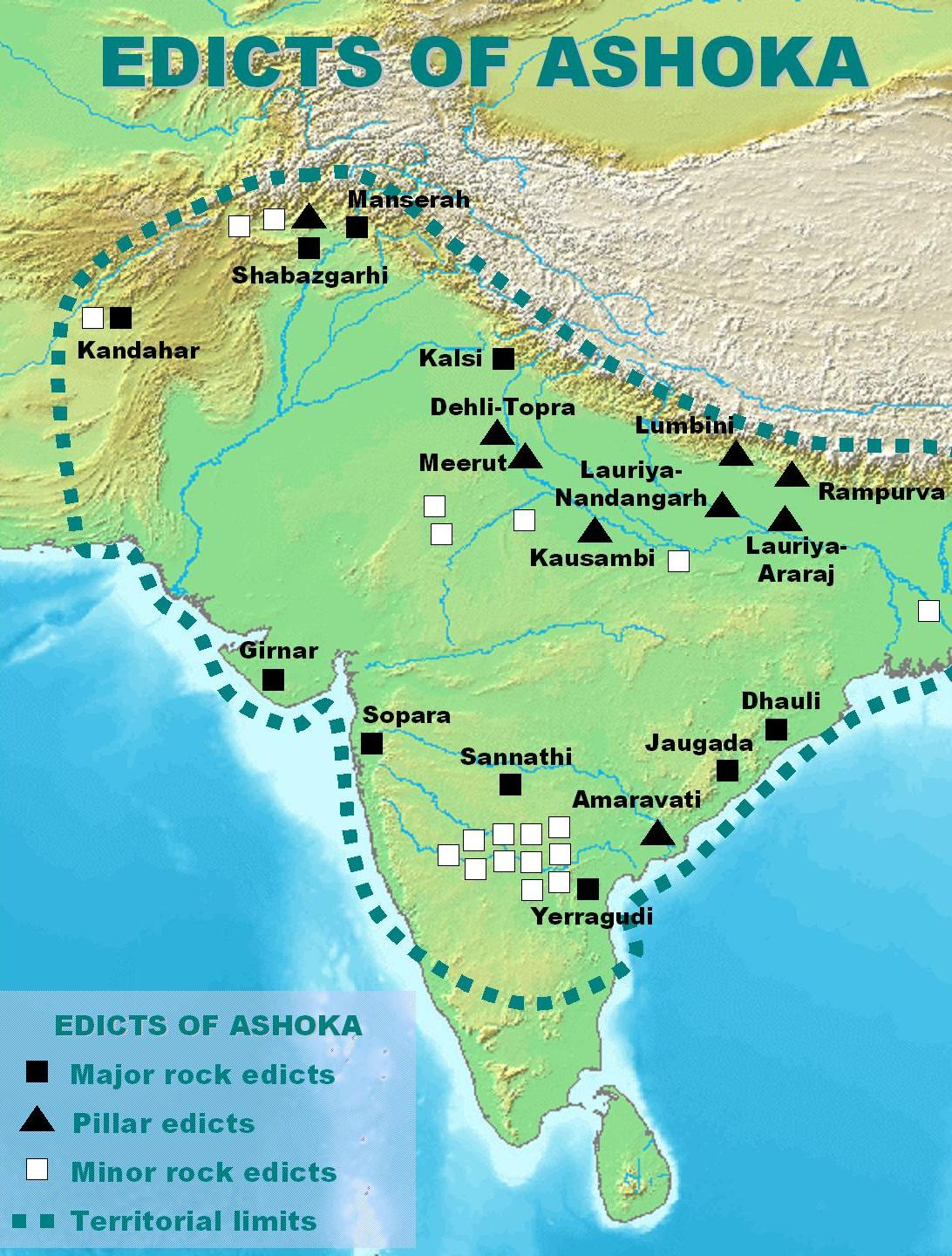
Verbreitung der Ashoka-Edikte

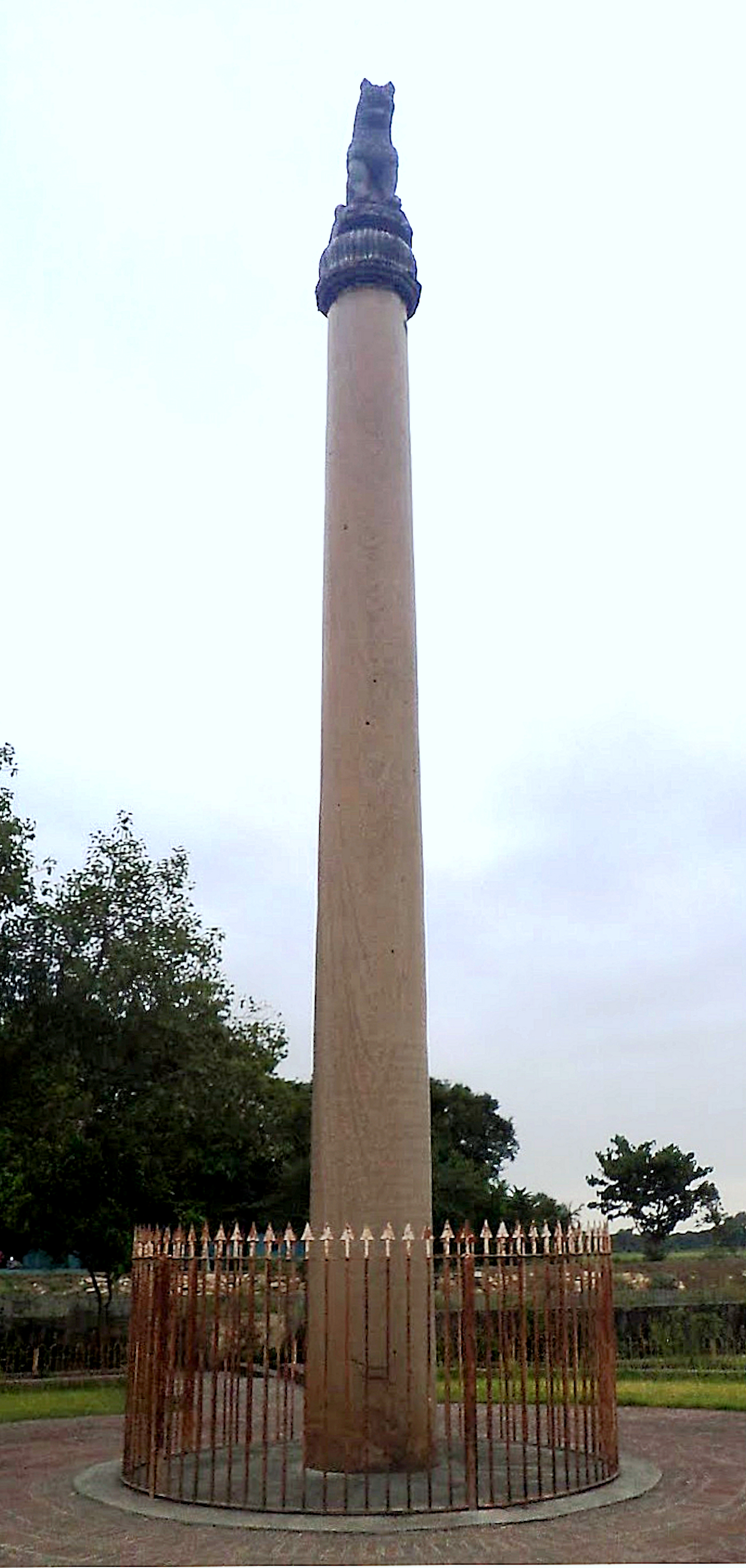
Ashoka-Säule mit Löwenkapitell in Lauriya Nandangarh, Bihar

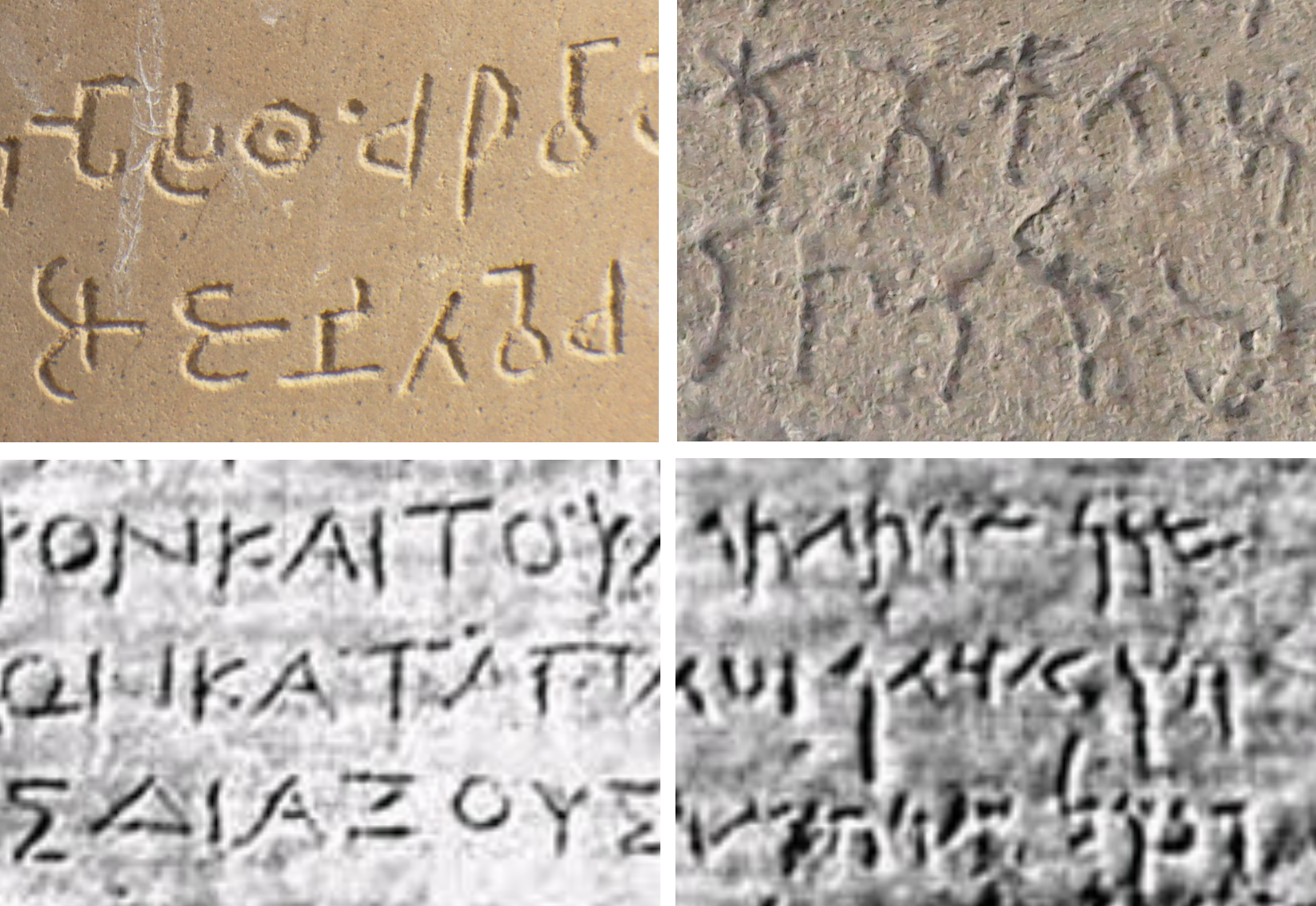
Schrifttypen der Edikte: Brahmi (o. l.), Kharoshthi (o. r.), Griechisch (u. l.) und Aramäisch (u. r.)

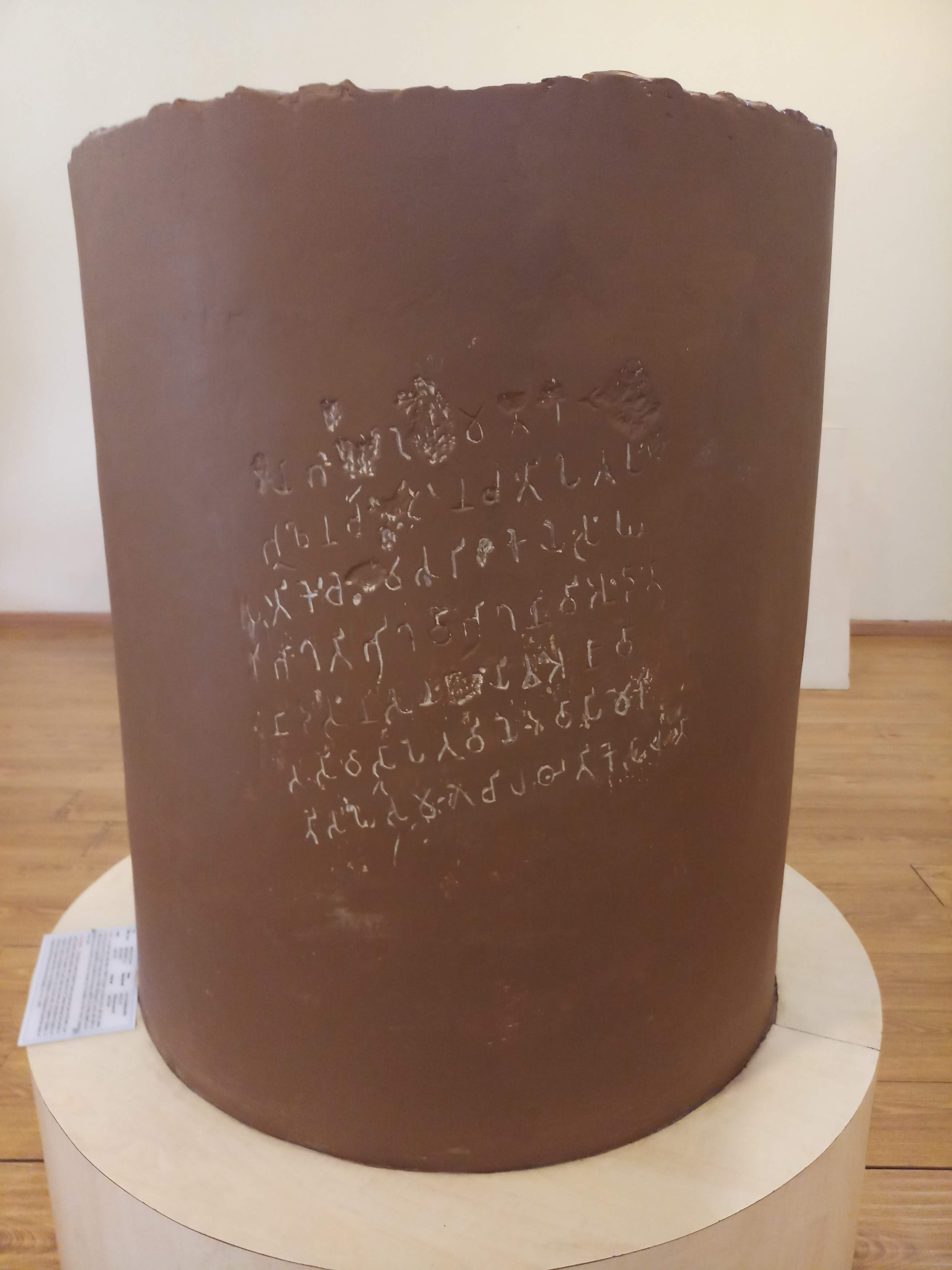
Kleines Pfeileredikt von Sanchi

Als Ashoka-Edikte oder Aśoka-Edikte (sprich Aschoka-Edikte) werden 33 Texte bezeichnet, die im 3. Jahrhundert v. Chr. unter der Regentschaft des indischen Königs Ashoka (* ca. 304 v.Chr, gest. 232 v. Chr.; reg. ca. 272–232 v. Chr.) als Inschriften an frei stehenden Säulen, an Felsen und Höhlenwänden angebracht, in seinem ganzen Reich verbreitet wurden. So kennzeichnen sie gleichzeitig die Ausdehnung des Reiches. Ashoka aus der Maurya-Dynastie, der das älteste indische Großreich begründet hatte und zum Buddhismus konvertiert war, ließ darin die Grundzüge seiner rechtlichen Vorstellungen festhalten, die sich an den Lehren des Buddha, dem Dharma, orientierten. Es handelt sich nicht um einen der typischen Tatberichte, sondern um Normen: In Konfliktfällen konnte jeder sich (auch gegenüber örtlichen Machthabern) auf das Gesetz des Kaisers berufen. Deshalb wurden sie – ähnlich wie die sehr viel älteren Gesetze des Hammurapi – in Stein gemeißelt. In seinen Edikten spricht Ashoka von sich als Priyasdarshin oder Piyadasi („derjenige, der mit Liebe auf alles blickt“).
Die Löwen, ein Symbol der Herrschaft und zu jener Zeit auch Symbol des als Prinz geborenen Siddhartha Gautama, welche die etwa 250 v. Chr. errichtete Ashoka-Säule in Sarnath krönen, sind heute das Wappen des Staates Indien. Neben Löwen trugen eine Reihe von Ashoka-Säulen auch das „Rad der Lehre“ (dharmachakra) an der Spitze; auch ein Bulle kommt vor (siehe Rampurva). Die Edikte stellen den ersten Beleg für die Brahmi-Schrift dar, aus der sich die Schriften des indischen Schriftenkreises entwickelten.

## König Ashokas Übertritt zum Buddhismus
Ashoka konnte nach dem Tod seines Vaters Bindusara Amitraghata (272 v. Chr.) seine älteren Brüder verdrängen und mit Unterstützung des Ministers Radhagupta zur Macht gelangen. Vier Jahre später wurde er gekrönt (268 v. Chr.) Danach begann er eine intensive Kriegführung gegen umliegende Herrscher. Er war zu Beginn seiner Regentschaft ein erfolgreicher Feldherr, der sein Reich fast zehn Jahre lang durch Kriegszüge erweiterte, seine Herrschaft festigte und das erste indische Großreich begründete. Nach einer besonders blutigen und verlustreichen Schlacht, in der er vor allem mit seinen Kampfelefanten 261 v. Chr. das Heer von Kalinga im heutigen Bundesstaat Orissa besiegte, beendete er  im Alter von 43 Jahren schließlich seine Kriegszüge und wandte sich dem Buddhismus zu. In einem Felsen-Edikt werden diese Geschehnisse überliefert:

„König Piyadasi bezwang die Kalingas acht Jahre nach seiner Krönung. Einhundertfünfzigtausend wurden vertrieben, Einhunderttausend getötet und viele mehr starben (aus anderen Gründen). Nachdem die Kalingas erobert waren empfand Piyadasi eine starke Hinwendung zum Dharma, eine Liebe zum Dharma und zur Unterweisung im Dharma. Nun empfindet Piyadasi große Reue, die Kalingas besiegt zu haben.“

Nachdem er zu einem Anhänger der Lehren des Buddha geworden war, reiste Ashoka durch das Land und besuchte mehrere für den Buddhismus bedeutsame Orte wie Lumbini, den Geburtsort Siddhartha Gautamas, Bodhgaya, den Ort, an dem er Bodhi („Erleuchtung“, „Erwachen“) erlangt hatte und zum Buddha wurde, oder Isipatana (nahe dem heutigen Sarnath), wo die erste Lehrrede des Erwachten stattgefunden hatte. An all diesen Orten ließ er Steinsäulen errichten, die als Inschriften Edikte trugen. In einem Edikt an der Ashoka-Säule in Sarnath ist zu lesen:

„Zwanzig Jahre nach seiner Krönung besuchte König Piyadasi diesen Ort und zeigte seine Verehrung, weil hier der Buddha, der Shakymuni [‚der Weise aus dem Geschlecht von Shakya‘], geboren worden war. Er ließ eine Steinfigur und eine Säule errichten und befreite, weil der Buddha hier geboren wurde, den Ort Lumbini von der Steuer und verlangte die Zahlung von nur einem Achtel der Erträge.“

Die Wendung zum Buddhismus bedeutete gleichzeitig einen Angriff gegen die traditionsreichen alten indischen Religionen, wie sie sich in den Veden und der Herrschaft der Brahmanen niederschlagen.

## Entdeckungsgeschichte
Die erste freistehende Säule wurde 1801 von dem englischen Captain Hoare in Delhi entdeckt, wohin sie von ihrem ursprünglichen Standort Mirat gebracht worden war. Die Schrift konnte erst 1838 von James Prinsep anhand zweisprachiger Münzinschriften entschlüsselt werden. 1837 wurde die erste Felseninschrift entdeckt. Der Name Ashoka taucht in ihnen nicht auf, er wird in den Inschriften als Piyadasi bezeichnet. Die Zuordnung der Texte zu König Ashoka gelang erst, als in einer ceylonesischen Chronik aus dem vierten Jahrhundert n. Chr. (Dipavamsa-Inselchronik) weitere Texte entdeckt wurden, in denen sein Name mit Piyadasi gleichgesetzt wird.
Die Edikte sind innerhalb der 30 Jahre der friedlichen Regentschaft Ashokas zwischen 261 v. Chr. und 232 v. Chr. entstanden. Nach seinem Tod machten seine Nachfolger die Hinwendung zum Buddhismus im großen Teilen wieder rückgängig und die Säulen und Inschriften wurden ihrem Schicksal überlassen.

## Formen der Edikte
Die erhaltenen Edikte der jeweiligen Gruppe gleichen oder ähneln sich; sie werden in der Regel wie folgt unterteilt, wobei die kleineren Fels- und Pfeileredikte einige Jahre oder Jahrzehnte älter datiert werden als die jeweils größeren:
- 14 größere Felsedikte (bezeichnet als 1. bis 14. Edikt)
- 17 (?) kleinere Felsedikte
- 7 größere Pfeileredikte
- 5 kleinere Pfeileredikte
- 2 Separatedikte (in Odisha gefunden; in Prakrit und griechisch)
- 2 Schenkungsedikte in Höhlen

## Sprachen und Schriften
Die Edikte wurden in den verschiedenen Sprachen und Schriften der Völker des Reiches verfasst und sollten die „Herrschaft des Dharma“ in seinem gesamten Herrschaftsgebiet verkünden, welches den gesamten nördlichen Teil des indischen Subkontinents inklusive große Teile des heutigen Afghanistan und Pakistan umfasste. Im Osten und der zentralen Region Nordindiens wurden die Edikte in der Sprache Magadhi verfasst und in Brahmi-Schrift geschrieben. Weiter nordwestlich (siehe auch Gandhara) wurden auch Edikte in Kharoshthi-Schrift auf Griechisch und Aramäisch gefunden. Die Saken schrieben 400 Jahre später eine Sanskritinschrift auf eines der Edikte, was auch das erste schriftliche Zeugnis von Sanskrit darstellt. „Die Unebenheiten in Stil und Ausdruck gehören zum Charakter der Edikte, legen sie doch Zeugnis davon ab, daß die Edikte unmittelbarer Ausdruck der Gedanken des Königs und nicht wohlabgewogene Produkte seiner Kanzlei sind.“

## Übersicht der Inhalte

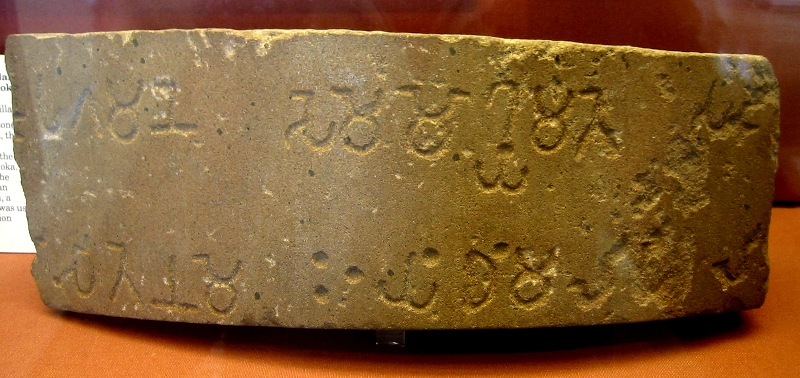
Säulenfragment aus Meerut(?) mit den Edikten geschrieben in Brahmi-Schrift (um 238 v. Chr.)

Die Inschriften bekundeten den Willen des Königs, die buddhistische Lehre als Grundlage seiner Herrschaft im ganzen Reich bekannt zu machen. Der Buddha und der Dharma fanden so wiederholt Erwähnung in den Edikten, jedoch konzentrieren sie sich meist mehr auf moralische und ethische Aussagen als auf die religiöse Praxis. Die philosophischen Dimensionen des Buddhismus, namentlich die Vier Edlen Wahrheiten und der Achtfache Pfad, sind in den Texten nicht zu finden. Ob dies geschah, weil er die Texte für die breite Masse der Bevölkerung allgemein verständlich halten wollte, oder weil diese Inhalte erst später formalisiert wurden – oder beides – ist noch nicht endgültig geklärt. Die Inhalte der Edikte wiederholen immer wieder einige zentrale Themen:
- Die Konversion des Königs zum Buddhismus
- Beschreibungen seiner Bemühungen, den Dharma zu verbreiten
- Die auf dem Dharma gründenden moralischen und religiösen Überzeugungen des Königs
- Seine Bestrebungen, diese Überzeugungen in Form einer sozialen und friedlichen Politik umzusetzen.

## Verbreitung der Lehren des Buddha
Um den Buddhismus zu verbreiten, schickte Ashoka seine Gesandten nach ganz Indien und auch bis in die hellenistischen Reiche am Mittelmeer (Graeco-Buddhismus). Er nahm für sich in Anspruch, sie alle zum Buddhismus geführt zu haben.

### Verbreitung außerhalb Ashokas Reich
Namentlich werden in Edikten eine Reihe von Königen erwähnt, die infolge der Kriegszüge Alexanders des Großen hellenistische Reiche wie Baktrien im Nordwesten Indiens, in Griechenland und Ägypten regierten. Dabei zeugen die entsprechenden Texte von einem sehr klaren Verständnis der Machtverhältnisse dieser Regionen zu jener Zeit.

„Nun ist es die Eroberung durch den Dharma, die der Piyadasi als beste Eroberung ansieht. Und diese wurde hier erreicht, an den Grenzen, sogar sechshundert Yojanas entfernt, wo der griechische König Antiochos regiert, jenseits davon wo die vier Könige mit Namen Ptolemaios, Antigonos, Magas und Alexander regieren, ebenso im Süden unter den Cholas, den Pandyas und so weit entfernt wie Tamraparni.“

Die Entfernung von 600 Yojanas (1 Yojana = ca. 11 km) entspricht in etwa der Entfernung von Indien nach Griechenland.
- Antiochos bezieht sich auf Antiochos II. (261-246 v. Chr.), Herrscher des Reiches der Seleukiden (vom heutigen Syrien bis Baktrien) und damit ein direkter Nachbar des Indien der Maurya-Dynastie
- Ptolemaios ist Ptolemaios II. von Ägypten (285-247 v. Chr.), ein Erbe der von Ptolemaios I. (einem General Alexanders des Großen) begründeten Herrscherdynastie der Ptolemäer
- Antigonos ist Antigonos II. Gonatas von Makedonien (278-239 v. Chr.)
- Magas ist Magas von Kyrene (300-258 v. Chr.)
- Alexander ist Alexander II. von Epirus (272-258 v. Chr.)

- Die Cholas und Pandyas waren Herrscherhäuser im Süden des indischen Subkontinents, außerhalb von Ashokas Reich.
- Tamraparni war ein früherer Name der Insel Sri Lanka.

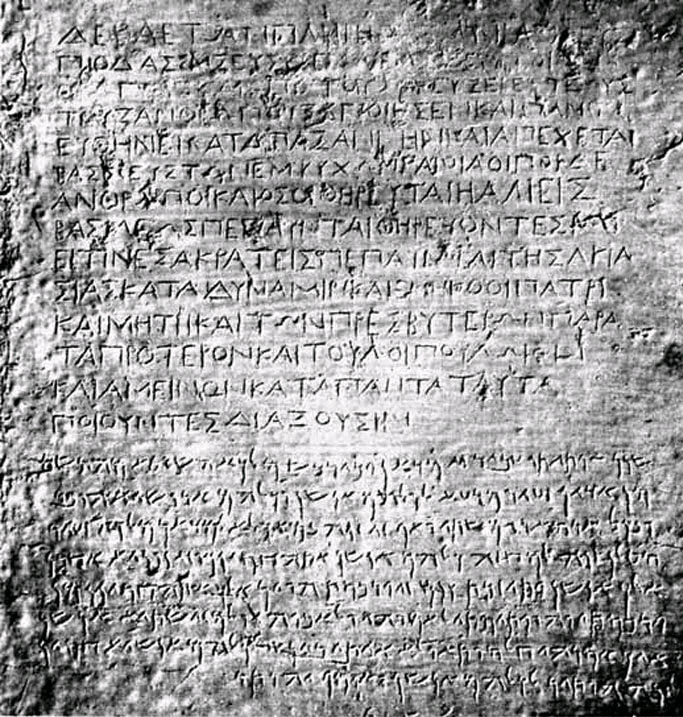
Inschrift Ashokas, zweisprachig auf Griechisch und Aramäisch, bei Kandahar (Shar-i-kuna), 3. Jh. v. Chr.

Ob die Gesandten Ashokas tatsächlich von den Königen der hellenistischen Reiche empfangen und angehört wurden oder einen nachweisbaren Einfluss auf diese Kulturen hatten, konnte noch nicht sicher festgestellt werden. In einzelnen Fällen lassen sich aber Belege finden: so berichtet beispielsweise der griechische Theologe Clemens von Alexandria (ca. 150–215) von einer buddhistischen Gemeinschaft in Alexandria (Sanskrit आळसडा āḷasaḍā „A´lasada“). Ebenfalls in Alexandria wurden buddhistische Grabsteine aus der Zeit der Ptolemäer gefunden, die mit Darstellungen des „Rades des Dharma“ (Dharmachakra) dekoriert waren.

### Verbreitung in Ashokas Reich
Das Reich König Ashokas erstreckte sich über die Gebiete einer Vielzahl verschiedener Völker; Deutlich wird das beispielsweise in folgendem Edikt:

„Hier im Reich des Königs unter den Griechen, den Kamboja, den Nabhaka, den Nabhapamkit, den Bhoja, den Pitinika, den Andhra und den Palida, überall folgen die Menschen den Unterweisungen des Piyadasi im Dharma.“

„Griechen“ lebten im Nordwesten des Reiches der Maurya, insbesondere im Land Gandhara (heute östl. Afghanistan und westl. Pakistan). Ihre Vorfahren waren mit den Heeren Alexanders des Großen in die Region gekommen, der im Jahr 326 v. Chr. die Hauptstadt Taxila eingenommen hatte. Über die Griechen heißt es in einem Edikt:

„Es ist kein Land, außer bei den Griechen, wo diese beiden Gruppen, die Brahmanas und die Asketen, nicht bekannt sind. Und es ist kein Land, wo die Menschen nicht der einen oder anderen Religion angehören.“

Kamboja bezeichnet ein Volk zentralasiatischen Ursprungs, das sich zuerst in Arachosien und Drangiana (heute südl. Afghanistan) niedergelassen hatte und auch im Nordwesten des indischen Subkontinents, in Sindhu, Gujarat und Sauvira, lebten. Die Kamboja besiedelten später auch Gebiete in Südostasien und es besteht die Möglichkeit, dass sie identisch mit den Mon, also einem der frühesten im späteren Thailand und Myanmar siedelnden Völker, sind.
Nabhaka, Nabhapamkit, Bhoja, Pitinika, Andhra und Palida waren weitere Völker im Reich König Ashokas.

### Verbreitung der moralischen und ethischen Grundsätze
Der Dharma wurde in den Edikten Ashokas vor allem in Form von moralischen Vorgaben verbreitet, die sich meist auf verdienstvolles Handeln, Respekt für alle Lebewesen (Menschen und Tiere), Großzügigkeit und Reinheit bezogen.

„Mir kam folgender Gedanke: Ich werde Aufrufe zur moralischen Lebensführung erlassen, und ich werde Belehrungen über das moralische Gesetz veranlassen. Wenn die Menschen dies hören, werden sie freudig gehorchen, werden sich aufraffen und werden durch Vervollkommnung ihres sittlichen Lebenswandels große Fortschritte machen. Aus diesem Grunde habe ich Aufrufe zur moralischen Lebensführung erlassen und habe mannigfache Belehrungen über das moralische Gesetz angeordnet, damit auch meine Beamten, denen die Sorge für so viele Menschen anvertraut ist, diesen Menschen Belehrung zuteil werden lassen und ihnen im einzelnen Aufklärung geben. Auch die Justizbeamten, denen die Sorge für so viele Hunderttausende von Lebewesen obliegt, haben von mir Anweisung erhalten: So und so sollt ihr mein gutwilliges Volk belehren! (7. Pfeilerdedikt)“

### Rechtes Handeln
„Dharma ist gut, aber aus was besteht Dharma? (Es beinhaltet) wenig Böses, viel Gutes, Güte, Großzügigkeit, Ehrlichkeit und Reinheit.“

„Und vornehme Taten und die Praxis des Dharma bestehen aus Güte, Großzügigkeit, Ehrlichkeit, Reinheit, Milde und der Förderung des Guten unter den Menschen.“

### Wohltätigkeit
Zum „rechten Handeln“ im Sinne des Dharma, wie Ashoka es in den Edikten verbreiten ließ, gehört auch der Respekt für andere Menschen und das Leben. Darüber hinaus fordert Ashoka auch Toleranz gegenüber den Anhängern anderer Religionen, wie beispielsweise den hinduistischen Brahmanas und Asketen.

„Respekt für Mutter und Vater sind gut, Großzügigkeit gegenüber Freunden, Verbündeten, Verwandten, Brahmanas und Asketen ist gut, keine Lebewesen zu töten ist gut, Mäßigung bei Ausgaben und Mäßigung beim Behalten sind gut.“

In einem Felsen-Edikt heißt es:

„Dies beinhaltet angemessenes Verhalten gegenüber Dienern und Bediensteten, Respekt für Lehrer, Zurückhaltung gegenüber Lebewesen und Großzügigkeit gegenüber Asketen und Brahmanas. Diese und andere Dinge bilden die Praxis des Dharma.“

### Güte für Gefangene
Ashoka legte Wert auf eine gerechte Rechtsprechung, auf Vorsicht und Toleranz bei der Urteilsfindung und Wahl der Strafe. Er sprach auch wiederholt Begnadigungen aus.

„Es ist mein Bestreben, dass Gesetze und Bestrafungen einheitlich sein sollen. Ich gehe auch so weit, jenen die zum Tode verurteilt wurden einen dreitägigen Aufenthalt im Gefängnis zu erlauben. Während dieser Zeit können ihre Verwandten um eine Begnadigung ansuchen. Wenn niemand da ist um das Leben des Gefangenen zu bitten, darf der Gefangene Schenkungen tätigen um gute Verdienste für die nächste Welt zu sammeln oder fasten. Während der sechsundzwanzig Jahre seit meiner Krönung, haben Gefangene zu fünfundzwanzig Gelegenheiten Amnestien erhalten.“

### Respekt für alle Lebewesen
Zwar verurteilte Ashoka das Töten von Tieren nicht grundsätzlich, aber er verbot Tieropfer zu religiösen Zwecken, forderte die Menschen zur Mäßigung auf, um weniger Tiere zum Verzehr töten zu müssen, stellte manche unter seinen besonderen Schutz und verurteilte Gewalt gegen Tiere, wie beispielsweise die Kastration. Aus moderner Sicht finden wir hier die ersten Ansätze eines Umweltschutzrechts.

„Hier (in meinem Reich) dürfen keine Lebewesen getötet oder als Opfer dargebracht werden.“

„Sechsundzwanzig Jahre nach meiner Krönung werden einige Tiere unter Schutz gestellt – Papageien, wilde Gänse und Enten, Fledermäuse, Ameisenköniginnen, Schildkröten, Fische, Stachelschweine, Eichhörnchen, Rehe, Rinder, wilde und Haus-Tauben, alle vierfüßigen Tiere, die weder nützlich noch essbar sind. Die Ziegen, Schafe und Säue, die Junge haben oder Jungen Milch geben, sind geschützt, wie auch die Jungen, wenn sie jünger als sechs Monate sind. Hähne dürfen nicht kastriert werden, Unterholz, in dem Tiere sich verbergen, darf nicht verbrannt werden und Wälder dürfen weder ohne Grund, noch um Lebewesen zu töten abgebrannt werden. Ein Tier darf nicht an ein anderes verfüttert werden.“

## Religiöse Inhalte
Neben der Verbreitung moralischer Edikte, die auf der buddhistischen Lehre beruhten, legte Ashoka auch Wert darauf, dass die Lehre des Buddha gelesen und befolgt wird – insbesondere innerhalb der Mönchs- und Nonnengemeinschaften (siehe auch Sangha):

„Piyadasi, König von Magadha, grüßt die Sangha und wünscht ihnen Gesundheit und Glück und spricht: Ihr wisst, Verehrte, wie groß mein Glauben in den Buddha, den Dharma und den Sangha ist. Was immer, Verehrte, der Buddha gesprochen hat, ist alles recht gesprochen.“

„Diese Texte des Dharma – Auszüge aus den Regeln der Disziplin, über den rechten Weg des Lebens und die Furcht des Kommenden, das Gedicht über den schweigenden Weisen, der Diskurs über das Reine Leben, die Fragen des Upatisa und die Unterweisung des Buddha an (seinen Sohn) Rahula über die falsche Rede – diese Dharma-Texte, Verehrte, wünsche ich von allen Mönchen und Nonnen gelesen und erinnert zu werden. Ebenso von den Laien.“

### Kreislauf der Wiedergeburten
„Man gewinnt in dieser Welt und erlangt große Verdienste für die nächste durch das Weitergeben des Geschenks des Dharma.“

„Glück in dieser Welt und der nächsten ist schwer zu erlangen ohne die Hingabe an den Dharma, viel Selbstbetrachtung, viel Respekt, viel Furcht (vor dem Bösen) und großem Enthusiasmus.“

### Religiöse Toleranz
Ashoka sah den Dharma nicht als einzige heilsbringende Lehre an. Er förderte vielmehr den Austausch zwischen den Religionen, da er daran glaubte, dass sie im Grunde auf dieselbe gemeinsame Essenz zurückzuführen wären.

„Alle Religionen sollten überall verbreitet sein, denn sie alle streben nach Selbstkontrolle und der Reinheit des Herzens.“

„Kontakte [zwischen den Religionen] sind gut. Man sollte den Grundsätzen anderer zuhören und sie respektieren. König Piyadasi wünscht, dass jeder gut in den Grundsätzen anderer Religionen geschult sein soll.“

## Soziale Maßnahmen
König Ashoka förderte Maßnahmen, die das Leben der Menschen (und Tiere) in seinem Reich und auch außerhalb dessen Grenzen besser machen sollten. Dazu gehörten vor allem die Errichtung von Krankenhäusern (die auch Tiere aufnehmen sollten), das Anlegen und Verbessern von Straßen und das Aussenden von „Gesandten des Dharma“ in seinem gesamten Reich, die diese Maßnahmen leiten und überwachen und den Dharma bekannt machen sollten.

### Gesundheitswesen
„Überall im Reich des Königs Piyadasi, und bei den Völkern jenseits der Grenzen, den Chola, den Pandya, den Satiyaputra, den Keralaputra, bis nach Tamraparni und wo der griechische König Antiochos herrscht, und unter den Königen die Nachbarn des Antiochos sind, überall hat Piyadasi Vorkehrungen für zwei Arten der medizinischen Behandlung getroffen: medizinische Versorgung von Menschen und medizinische Versorgung von Tieren. Wo medizinische Kräuter zur Behandlung von Menschen oder Tieren nicht vorhanden waren, habe ich sie eingeführt und pflanzen lassen.“

### Straßennetz
„Entlang der Straßen habe ich Banyan-Bäume pflanzen lassen, damit sie den Menschen und Tieren Schatten spenden, und ich habe Mango-Haine pflanzen lassen. Im Abstand von acht Kroṣa ließ ich Brunnen graben und Rasthäuser bauen, und an verschiedenen Orten habe ich Wasserstellen für Menschen und Tiere einrichten lassen. Aber das sind nur kleine Errungenschaften. Solche Dinge wurden bereits früher von Königen getan um Menschen glücklich zu machen. Ich habe sie zu dem Zweck getan, damit die Menschen den Dharma praktizieren.“

### Gesandte des Dharma

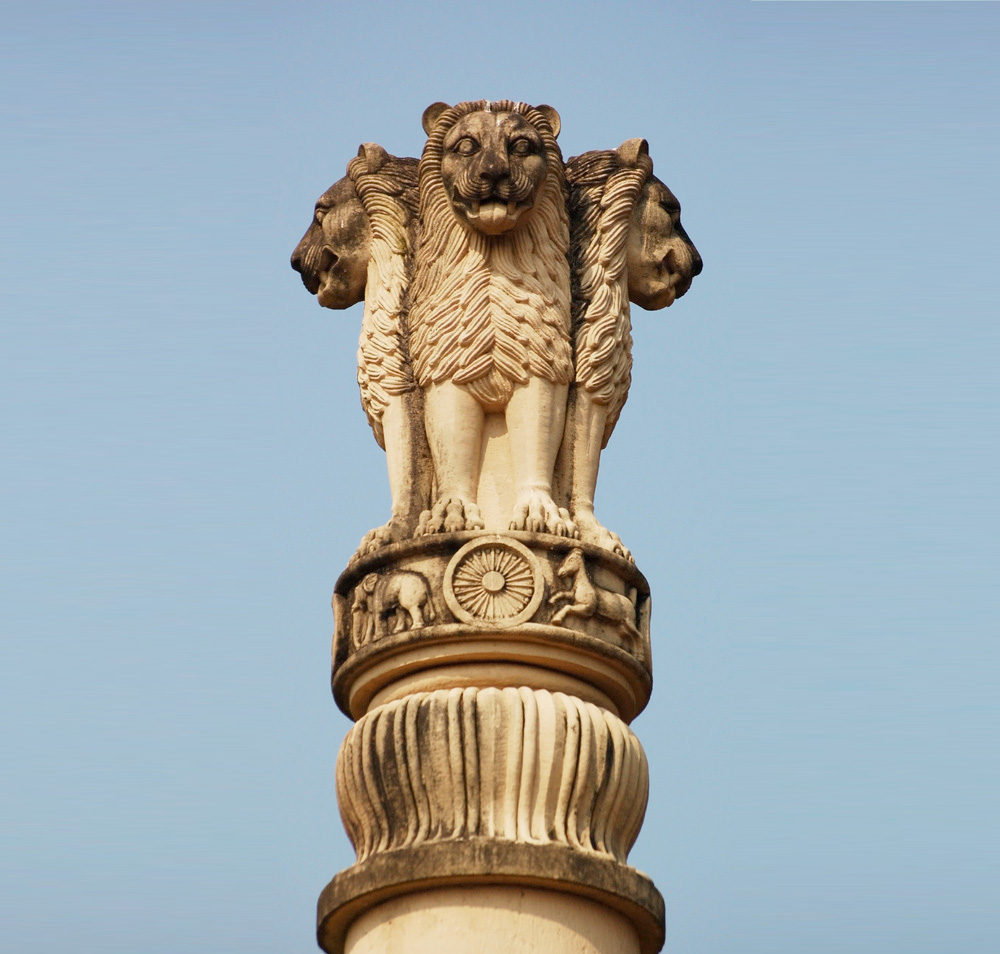
Kapitell einer Säule des Ashoka

„In der Vergangenheit gab es keine Dharma Mahamatras, aber solche Gesandte wurden von mir dreizehn Jahre nach meiner Krönung benannt. Nun arbeiten sie unter allen Religionen, um den Dharma bekannt zu machen und für das Wohlergehen und das Glück all jener die Zuflucht zum Dharma nehmen. Sie arbeiten unter den Griechen, den Kamboja, den Gandhaern, den Rastrika, den Pitinika und anderen Völkern an den westlichen Grenzen. Sie arbeiten unter Soldaten, Fürsten, Brahmanas, den Besitzenden, den Armen, den Alten und jenen die den Dharma praktizieren – zu deren Wohlergehen und Glück – damit sie frei seien von Leid.“

## Rechtliche Maßnahmen
„Meine Gesandten werden auch einige von den Justizbeamten ermahnen, auf daß sie mein Vertrauen gewinnen können. Denn wie man ruhig ist, wenn man sein Kind einer geschickten Amme übergeben hat und sich sagen kann: Die geschickte Amme wird sich bemühen, mein Kind gut zu versorgen, ebenso sind die Justizbeamten von mir eingesetzt zum Heil und Glück der Bevölkerung des Landes.“

„Dieses Edikt soll jeweils zur Tishya-Konstellation allen Beamten zu Gehör gebracht werden. Und von Zeit zu Zeit soll es der einzelne auch zwischen den Tishya-Zeiten lesen. Wenn ihr aber so handelt, dann werdet ihr imstande sein, eure Pflicht zu erfüllen. Dieses Edikt wurde hier zu dem Zwecke eingemeißelt, damit die Justizbeamten der Stadt allezeit bemüht seien, die Bevölkerung vor ungerechter Freiheitsbeschränkung oder harter Behandlung zu bewahren. Deshalb werde ich auch alle fünf Jahre einen hohen Beamten von sanfter, umgänglicher Gemütsart und freundlichem Auftreten entsenden, um festzustellen, ob man dies alles beachtet und so verfährt, wie ich es angeordnet habe.(aus dem 1. Separatedikt; Tishya=Sternenkonstellation)“